# Emmanuel Jonnier
Emmanuel Jonnier (ur. 31 maja 1975 w Dijon) – francuski biegacz narciarski, zawodnik klubu ÉMHM St Claude.

## Kariera
Po raz pierwszy na arenie międzynarodowej Emmanuel Jonnier pojawił się 10 stycznia 1998 roku podczas zawodów FIS Race w L’Argentière-la-Bessée, gdzie w biegu na 10 km techniką klasyczną zajął 37. miejsce. Nie brał udziału w mistrzostwach świata juniorów, ani U-23. W Pucharze Świata zadebiutował 14 lutego 1999 roku w Seefeld, zajmując 72. miejsce w biegu na 10 km stylem dowolnym. Pierwsze pucharowe punkty zdobył 10 stycznia 2001 roku w Soldier Hollow, gdzie zajął 21. miejsce w biegu na 30 km stylem dowolnym. Jonnier trzykrotnie stawał na podium zawodów PŚ: 20 stycznia 2007 roku w Rybińsku był drugi, a 16 lutego w Changchun i 24 marca 2007 roku w Falun zajmował trzecie miejsce. W klasyfikacji generalnej najlepiej wypadł w sezonach 2005/2006 i 2006/2007, które ukończył na 21. miejscu. W 2001 roku wziął udział w mistrzostwach świata w Lahti, gdzie zajął 25. miejsce na dystansie 50 km stylem dowolnym i 27. miejsce w sprincie stylem dowolnym. Najlepsze wyniki na imprezach tego cyklu osiągnął podczas rozgrywanych w 2005 roku mistrzostw świata w Oberstdorfie, gdzie w sprincie drużynowym był piąty, a w sztafecie szósty. W 2002 roku brał udział w igrzyskach olimpijskich w Salt Lake City, gdzie był dziesiąty w biegu na 30 km techniką dowolną i ósmy w sztafecie. Na rozgrywanych cztery lata później igrzyskach olimpijskich w Turynie dwukrotnie zajmował czwartą pozycję: w sztafecie oraz w biegu na 50 km stylem dowolnym (walkę o brąz przegrał o 0,8 s z reprezentantem Austrii Michaiłem Botwinowem). Wystąpił także na igrzyskach w Vancouver, gdzie Francuzi ponownie zajęli czwarte miejsce w sztafecie, a Jonnier był dwudziesty w biegu na 15 km stylem dowolnym. W marcu 2013 roku zakończył karierę.
Jest żołnierzem Francuskich Sił Zbrojnych.

## Osiągnięcia

### Igrzyska olimpijskie
| Miejsce | Dzień     | Rok  | Miejscowość    | Konkurencja           | Czas biegu    | Strata      | Zwycięzca                   |
| ------- | --------- | ---- | -------------- | --------------------- | ------------- | ----------- | --------------------------- |
| 10.     | 9 lutego  | 2002 | Salt Lake City | 30 km stylem dowolnym | 1:11:31,0 h   | +1:44,1 min | Christian Hoffmann          |
| DNS     | 14 lutego | 2002 | Salt Lake City | 2 × 10 km łączony     | 49:48,9 min   | -           | Thomas Alsgaard Frode Estil |
| 8.      | 17 lutego | 2002 | Salt Lake City | Sztafeta 4 × 10 km    | 1:32:45,5 h   | +3:05,3 min | Norwegia                    |
| DNF     | 12 lutego | 2006 | Turyn          | 2 × 15 km łączony     | 1:17:00,8 h   | -           | Jewgienij Diemientjew       |
| 4.      | 19 lutego | 2006 | Turyn          | Sztafeta 4 × 10 km    | 1:43:45,7 h   | +37,1 s     | Włochy                      |
| 4.      | 26 lutego | 2006 | Turyn          | 50 km stylem dowolnym | 2:06:11,8 h   | +1,7 s      | Giorgio Di Centa            |
| 20.     | 15 lutego | 2010 | Vancouver      | 15 km stylem dowolnym | 33:36,3 min   | +1:17,8 min | Dario Cologna               |
| 4.      | 24 lutego | 2010 | Vancouver      | Sztafeta 4 × 10 km    | 1:45:05,4 min | +20,9 s     | Szwecja                     |

### Mistrzostwa świata
| Miejsce | Dzień     | Rok  | Miejscowość   | Konkurencja                      | Czas biegu  | Strata      | Zwycięzca             |
| ------- | --------- | ---- | ------------- | -------------------------------- | ----------- | ----------- | --------------------- |
| 27.     | 21 lutego | 2001 | Lahti         | Sprint stylem dowolnym           | 3:14,1 min  | -           | Tor Arne Hetland      |
| 25.     | 25 lutego | 2001 | Lahti         | 50 km stylem dowolnym            | 2:05:27,2 h | +8:51,8 min | Johann Mühlegg        |
| 29.     | 23 lutego | 2003 | Val di Fiemme | 2 × 10 km łączony                | 47:42,3 min | +1:01,0 min | Per Elofsson          |
| 11.     | 25 lutego | 2003 | Val di Fiemme | Sztafeta 4 × 10 km               | 1:31:56,4 h | +2:13,1 min | Norwegia              |
| 26.     | 1 marca   | 2003 | Val di Fiemme | 50 km stylem dowolnym            | 1:54:25,3 h | +4:06,1 min | Martin Koukal         |
| 20.     | 17 lutego | 2005 | Oberstdorf    | 15 km stylem dowolnym            | 34:49,7 min | +1:09,9 min | Pietro Piller Cottrer |
| 6.      | 24 lutego | 2005 | Oberstdorf    | Sztafeta 4 × 10 km               | 1:39:04,4 h | +1:37,6 min | Norwegia              |
| 5.      | 25 lutego | 2005 | Oberstdorf    | Sprint drużynowy stylem dowolnym | 14:08,6 min | +14,3 s     | Norwegia              |
| DNF     | 24 lutego | 2007 | Sapporo       | 2 × 15 km łączony                | 1:11:35,8 h | -           | Axel Teichmann        |
| 17.     | 28 lutego | 2007 | Sapporo       | 15 km stylem dowolnym            | 35:50,0 min | +1:51,9 min | Lars Berger           |
| 5.      | 2 marca   | 2007 | Sapporo       | Sztafeta 4 × 10 km               | 1:30:49,2 h | +1:25,8 min | Norwegia              |
| 51.     | 22 lutego | 2009 | Liberec       | 2 × 15 km łączony                | 1:15:52,4 h | +5:23,1 min | Petter Northug        |
| 9.      | 27 lutego | 2009 | Liberec       | Sztafeta 4 × 10 km               | 1:41:50,6 h | +3:09,7 min | Norwegia              |
| 13.     | 1 marca   | 2009 | Liberec       | 50 km stylem dowolnym            | 1:59:38,1 h | +12.6 s     | Petter Northug        |

### Puchar Świata

#### Miejsca w klasyfikacji generalnej
- sezon 2000/2001: 86.
- sezon 2001/2002: 102.
- sezon 2002/2003: 59.
- sezon 2003/2004: 56.
- sezon 2004/2005: 56.
- sezon 2005/2006: 21.
- sezon 2006/2007: 21.
- sezon 2007/2008: 34.
- sezon 2008/2009: 42.
- sezon 2009/2010: 80.
- sezon 2010/2011: 145.

#### Miejsca na podium
| Nr | Data             | Miejscowość | Konkurencja            | Czas biegu  | Strata  | Pozycja | Zwycięzca        |
| -- | ---------------- | ----------- | ---------------------- | ----------- | ------- | ------- | ---------------- |
| 1. | 20 stycznia 2007 | Rybińsk     | 30 km stylem dowolnym  | 1:14:05,4 h | +0,5 s  | 2.      | Aleksandr Legkow |
| 2. | 16 lutego 2007   | Changchun   | 15 km stylem dowolnym  | 37:05,8 min | +11,3 s | 3.      | Tobias Angerer   |
| 3. | 24 marca 2007    | Falun       | 2 × 15 km bieg łączony | 1:31:18,0 h | +0,4 s  | 3.      | Tobias Angerer   |